# Urolepis
Urolepis, monotipski rod glavočika iz podtribusa Disynaphiinae, dio tribusa Eupatorieae.

## Opis
Urolepis ima jednu relativno raširenu vrstu koja se proteže od sjeverne Argentine, do Urugvaja i Brazila te do Paragvaja i Bolivije. Ima nekoliko distinktivnih značajki uključujući subglobozno, dlakavo cvjetište, velike papile na stilovim granama i velike karpopodije na cipselama.

## Sinonimi
- Eupatorium appendiculatum Less. ex Baker; Fl. Bras. 6(2): 365 (1876), nom. nud.
- Eupatorium hecatanthum (DC.) Baker; Fl. Bras. 6(2): 365 (1876)
- Eupatorium populifolium Hook. & Arn.; Companion Bot. Mag. 1: 242 (1835)
- Eupatorium urolepis (DC.) Daveau; Dict. Hort. 1: 524 (1896)
- Hebeclinium hecatanthum DC.; Prodr. [A. DC.] 5: 136 (1836)
- Hebeclinium urolepis DC.; Prodr. [A. DC.] 5: 136 (1836)

## Vanjske poveznice
|  | Zajednički poslužitelj ima još gradiva o temi Urolepis (Asteraceae) |
|  | Wikivrste imaju podatke o taksonu Urolepis (Asteraceae)             |